# Louis-Jules Arnout
Louis-Jules Arnout (Paris, 1er juin 1814 - Toulouse, 26 septembre 1882) est un dessinateur et lithographe français.

## Biographie
Fils de Joséphine Vië et du peintre et lithographe Jean-Baptiste Arnout (dit « Arnout père »), c'est sans doute ce dernier qui l'initie très tôt à l'art de la lithographie ; Jean-Sébastien Rouillard a été également son professeur. Arnout père et fils vont signer ensemble quelques planches dès la fin des années 1830. Le père cesse toute production dessinée après 1857. Arnout fils (signant aussi Jules Arnout et J. Arnout) expose au Salon en 1852 et 1865. Il produit plusieurs séries originales, dont le Nouvel Album d'Orléans (60 planches éditées par Alphonse Gatineau, 1846), Excursion aériennes. Villes européennes vues du ciel en ballon (Jeannin, 1847), Vue de l'Exposition universelle de 1855, quelques scènes d'intérieur d'églises anglaises (éditée par Bulla frères et Jouy, 1856) et des scènes londoniennes, des paysages italiens, etc. Il a travaillé avec Victor Adam.
Son adresse parisienne connue en 1868 mentionne le 134 de la rue de Vaugirard, puis on le retrouve en 1878, à Toulouse, signalé comme rentier, ville où il meurt en 1882. Il a un fils, Auguste-Paul, né en 1843,,.
Parmi ses élèves, on compte Jean-Alexandre Duruy.